# Breguet 763 Deux-Ponts

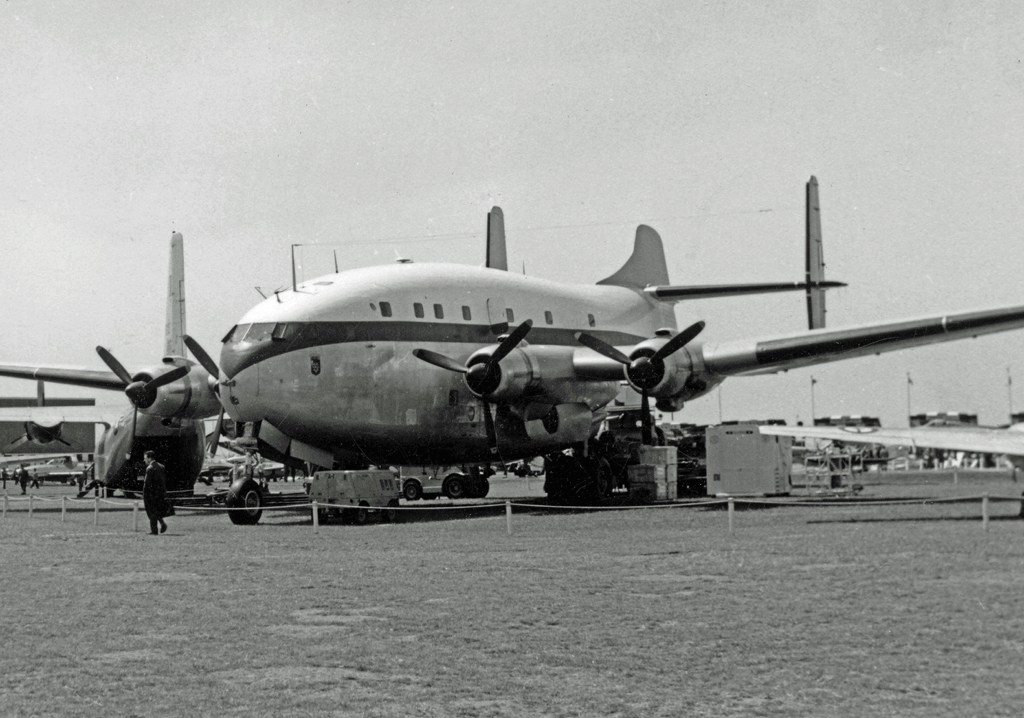
Breguet Br.761S exhibido en el Salón Aéreo de París de 1957.

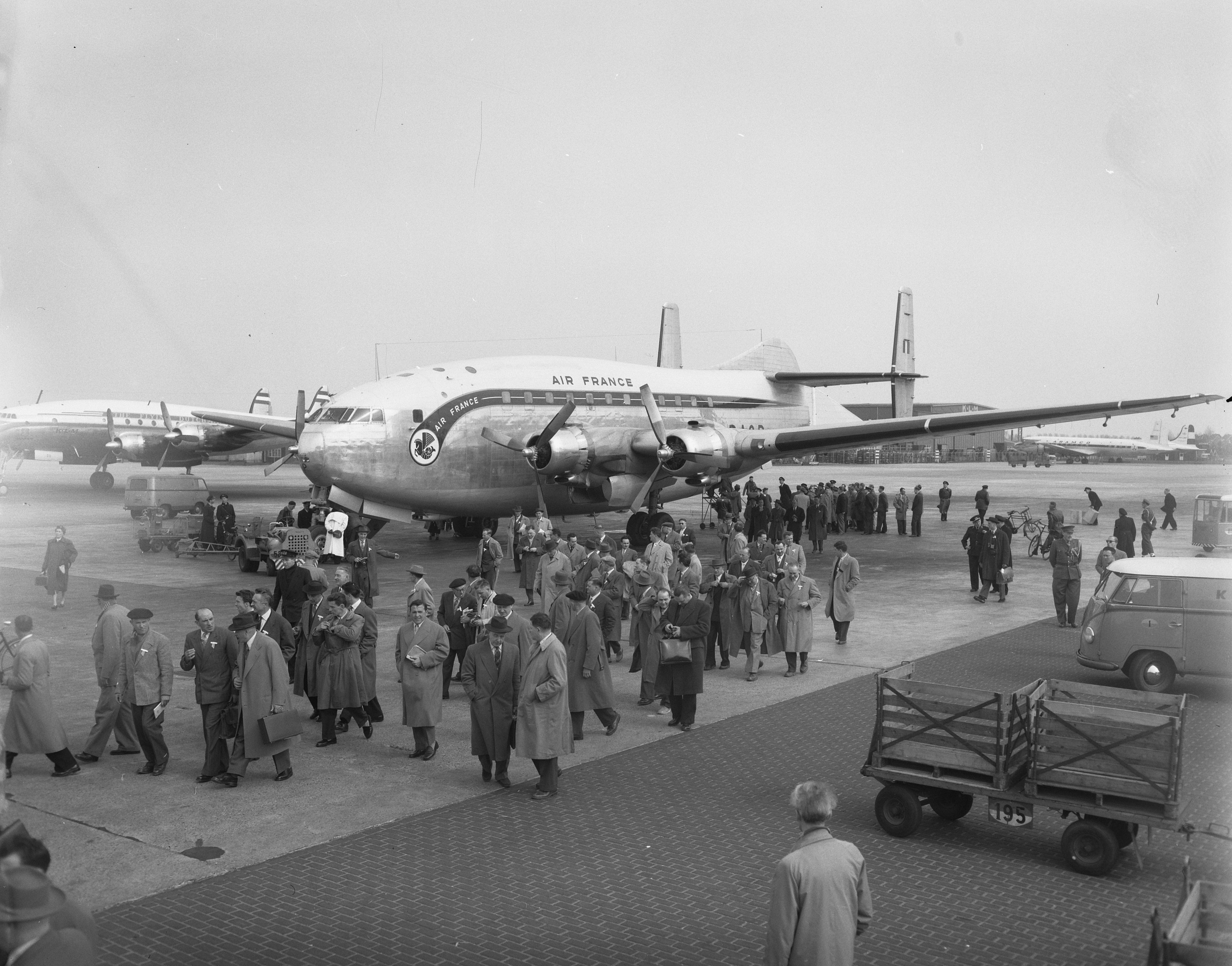
Br.763 de Air France en el Aeropuerto de Ámsterdam-Schiphol.

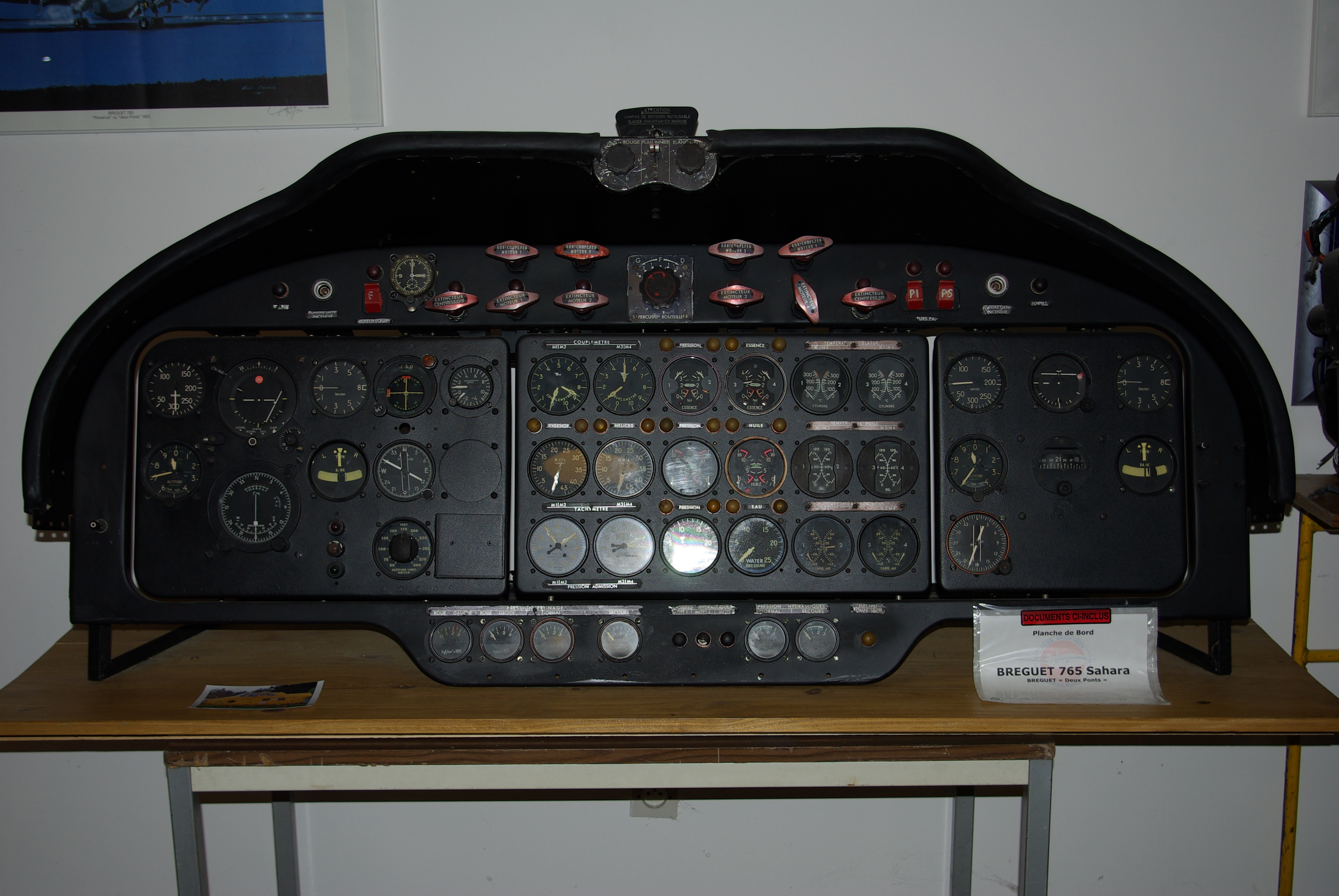
Tablero de instrumentos del Br.765 Sahara.

Los Breguet 761/763/765 eran una familia de aviones tetramotores de transporte pasaje y carga de doble cubierta producidos por la firma Breguet Aviation. Al avión, aunque normalmente se llamaba Deux-Ponts (dos puentes)  no era un nombre oficial.

## Diseño y desarrollo
Breguet comenzó a trabajar en el diseño del avión de pasajeros de doble piso Breguet 761 en 1944, antes del final de la Segunda Guerra Mundial, buscando construir un avión de mediano alcance con capacidad para más de 100 pasajeros. El diseño previsto debía motores fácilmente disponibles con el objetivo de facilitar la fabricación y una fecha temprana de primer vuelo. El diseño inicial se conocía como Proyecto 76-1 y el primer prototipo Br.761 con matrícula F-WASK, voló por primera vez en la Base Aérea de Villacoublay el 15 de febrero de 1949.
El 761 presentaba un diseño de ala media y tren de aterrizaje retráctil de triciclo cuyas unidades principales eran de doble rueda. El empenaje tenía aletas y timones gemelos, además de una aleta central vestigial. El prototipo era propulsado por cuatro motores radiales SNECMA 14R-24 de 1580 hp (1180 kW). Los Breguet que servían con Air France tenían hasta 107 asientos y un elevador entre los dos pisos.
El prototipo fue seguido por tres aviones de preproducción Br.761S, propulsados por motores radiales Pratt & Whitney R-2800-B31 de 2,020 hp (1506 kW), equipados con hélices Hamilton Standard de 3.7 m de diámetro. El avión completó con éxito sus pruebas sin incidentes entre 1951 y 1952.
El gobierno francés ordenó 12 aviones de producción Breguet 76-3 (más tarde redesignado Br. 763); Air France debía operar seis aviones y los otros seis serán operados por el Ministerio de Transporte. El 763 tenía motores más potentes, una envergadura 1.2 m más grande, alas reforzadas y una cubierta de vuelo de tres tripulantes (el avión anterior requería cuatro tripulantes). El 763 voló por primera vez el 20 de julio de 1951 y entró en servicio con Air France durante el otoño de 1952.
El avión de Air France tenía capacidad para 59 pasajeros en la cubierta superior y 48 en la cubierta inferior, aunque el avión era capaz de transportar 135 pasajeros en un diseño de alta densidad. Durante 1964, Air France transfirió seis Br. 763s a la Fuerza Aérea Francesa, la cual también adquirió los tres aviones de preproducción Br.761S y cuatro aviones de carga Br.765 Sahara.
Los proyectos para construir versiones con motores británicos (para posibles compradores del Reino Unido) no se concretaron. Los proyectos habrían sido el 766 (propulsado por el motor radial Bristol Hercules) y el 767 con motores de turbohélice británicos.

## Historia operacional

### Civil
El prototipo Br.761 entró en servicio con Air Algérie en 1952 como avión de carga, sin embargo, fue retirado a principios del año siguiente. Silver City Airways arrendó un Br.761 por tres meses en el verano de 1953 para operar la ruta Hamburgo–Berlín, cubriendo un total de 127 viajes de ida y vuelta, en el cual se transportaron (1800 t) de carga en hasta tres viajes de ida y vuelta por día; cada tramo tomaba 52 minutos de tiempo de vuelo. Se rumoreaba que Silver City compraría tres aviones a 770 000 £, pero esta venta no fue materializada.
El Breguet Br.763 Provence entró en servicio con Air France el 10 de marzo de 1953. La ruta inaugural fue Lyon–Argel. Estas aeronaves también fueron utilizadas en rutas europeas desde París, principalmente al área mediterránea, pero ocasionalmente a Londres. Las rutas nacionales incluyeron salidas de París a Lyon, Marsella y Niza.
Se utilizaron seis aviones en respuesta a un incidente grave en Salat, Argelia, en donde los ingenieros franceses de plataformas petroleras necesitaban asistencia. Un total de 60 toneladas de equipo pesado y 200 personas fueron trasladadas hacia y desde Argel en cuatro días.
La introducción del Sud Aviation Caravelle dejó al Provence obsoleto como avión de pasajeros, pues el Caravelle era más rápido, más cómodo y tenía un mayor alcance. En 1958, Breguet tomó prestado el F-BASQ de Air France para una gira de ventas a Norteamérica y Sudamérica en un recorrido que cubrió 40 000 km y abarcó las ciudades de Nueva York, Washington D. C. y Miami en los Estados Unidos, Bogotá en Colombia, Santiago en Chile y Río de Janeiro y Brasilia en Brasil. El recorrido no consiguió generar ningún pedido, ya que en EE. UU., la era del reactor había comenzado, mientras que el avión tenía una capacidad demasiado grande para los operadores en América del Sur, a pesar de ser más barato en costo por asiento para operar que un Douglas DC-4. El Provence se utilizó en cada vez menos servicios de pasajeros, siendo reemplazado por el Caravelle y el Vickers Viscount. Seis aviones fueron transferidos al Armée de l'Air y Air France convirtió los seis Br.763 restantes en cargueros bajo el nombre de Universel. Los Br.763 Universel permanecieron en los servicios de carga europeos hasta principios de los años setenta, el último vuelo fue el 31 de marzo de 1971 desde Heathrow a París-Orly.

### Militar

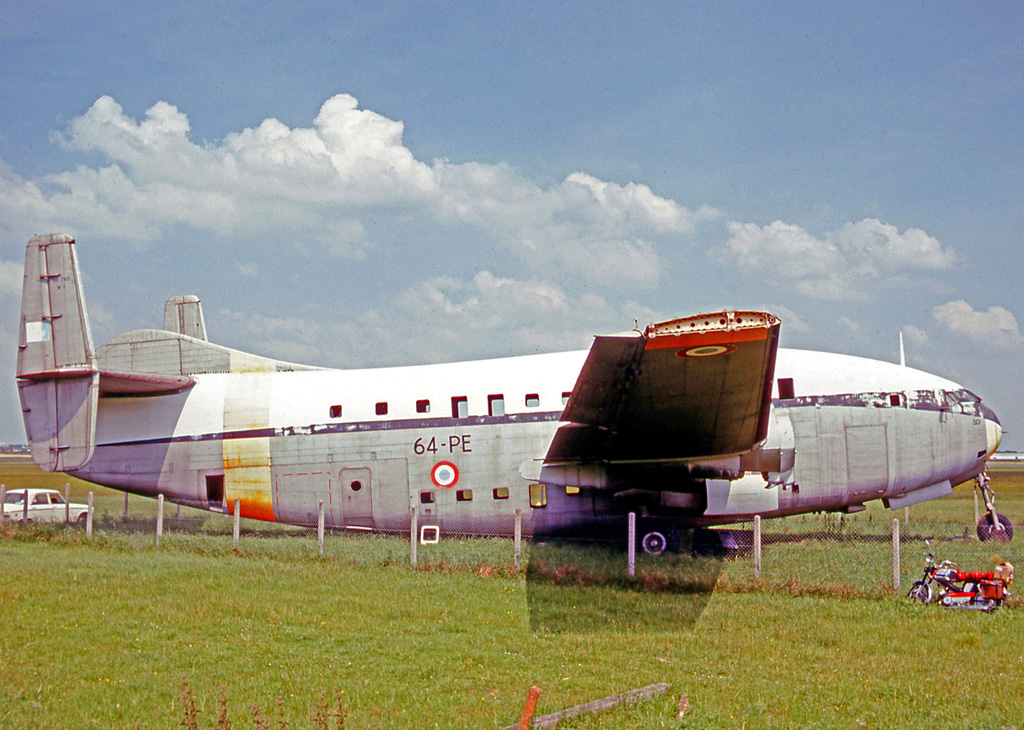
Br.765 Sahara (64-PE) del Armée de l'Air

En octubre de 1955 se anunció un pedido de 30 aviones Breguet Br.765 Sahara para la Armée de l'Air, sin embargo esta orden fue cancelada a finales de año, pero la construcción de cuatro aviones estaba tan avanzada que se completaron. Estos entraron en servicio con 64 Escadre de Transport.
La Fuerza Aérea Francesa adquirió los tres aviones Br.761S de preproducción, y junto a los seis aviones Br.765 Sahara adquiridos de Air France, la Fuerza Aérea Francesa fue dotada de una valiosa flota de transporte para trasladar personal y materiales a las áreas de pruebas nucleares del Pacífico. La flota de Sahara se retiró en 1972.

## Variantes
Breguet 761
Prototipo propulsado por 4 motores radiales SNECMA 14R-24 de 1590 hp; uno construido.
Breguet 761S
Tres aviones de preproducción propulsados por 4 motores radiales Pratt & Whitney R-2800-B31 de 2100 hp
Breguet 763 Provence
Aeronave de producción para Air France y para el Ministerio de Transporte Francés, propulsado por 4 motores radiales Pratt & Whitney R-2800-CA18 de 2400 hp. Doce unidades construidas.
Breguet 765 Sahara
Versión de carga para la Fuerza Aérea Francesa propulsado por 4 motores radiales Pratt & Whitney R-2800-CB17 de 2500 hp. Cuatro unidades construidas.

## Especificaciones (Br.763)
Datos de
Características generales
- Tripulación: 3
- Capacidad: 107 pasajeros
- Longitud: 28.94 m
- Envergadura: 42.96 m
- Altura: 9.56 m

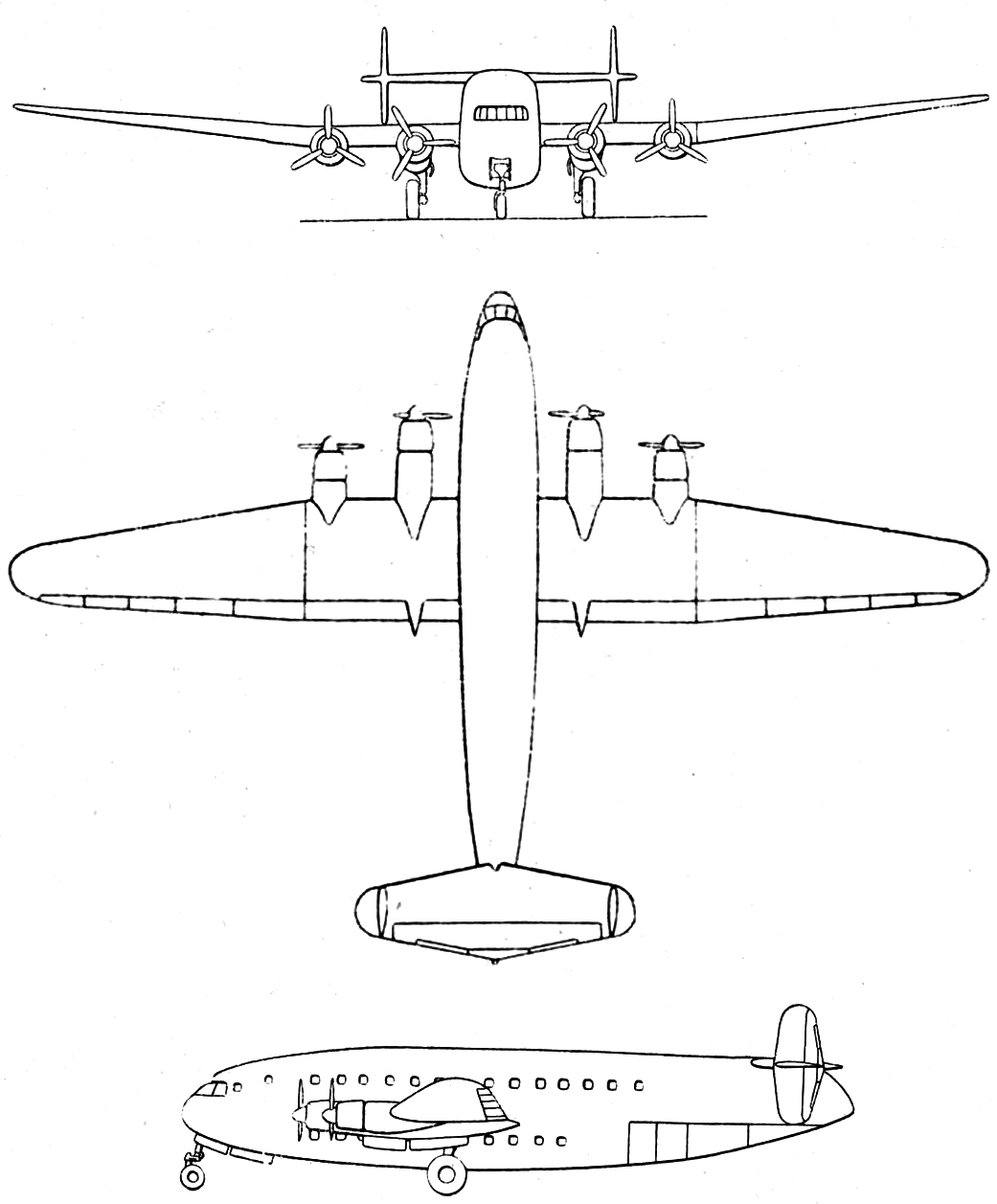

- Superficie alar: 185.4 m² (1,996 sq ft)
- Relación de aspecto: 9.95:1
- Peso vacío: 32 535 kg
- Peso máximo al despegue: 50 000 kg
- Capacidad de combustible: 15 300 l
- Planta motriz: 4 × Pratt & Whitney R-2800-CA18 de 2400 HP cada uno
- Hélices: Hamilton-Standard de 3 palas y 4.25 m de diámetro

Rendimiento
- Velocidad de crucero: 390 km/h (240 mph, 210 kn) @ 3000 m (10,000 ft)
- Velocidad económica de vuelo: 336 km/h (209 mph; 181 kn) @ 3000 m (9,800 ft)
- Alcance: 2290 km (1,420 mi, 1240 nm)
- Régimen de ascenso: 5.8 m/s (1,140 ft/min) a nivel del mar
- Carrera de despegue a 15 m (49 ft): 1260 m (4,134 ft)
- Carrera de aterrizaje desde 15 m (49 ft): 980 m (3,215 ft)